# Scopula persimilis
Scopula persimilis là một loài bướm đêm trong họ Geometridae.